# Minuto de silencio

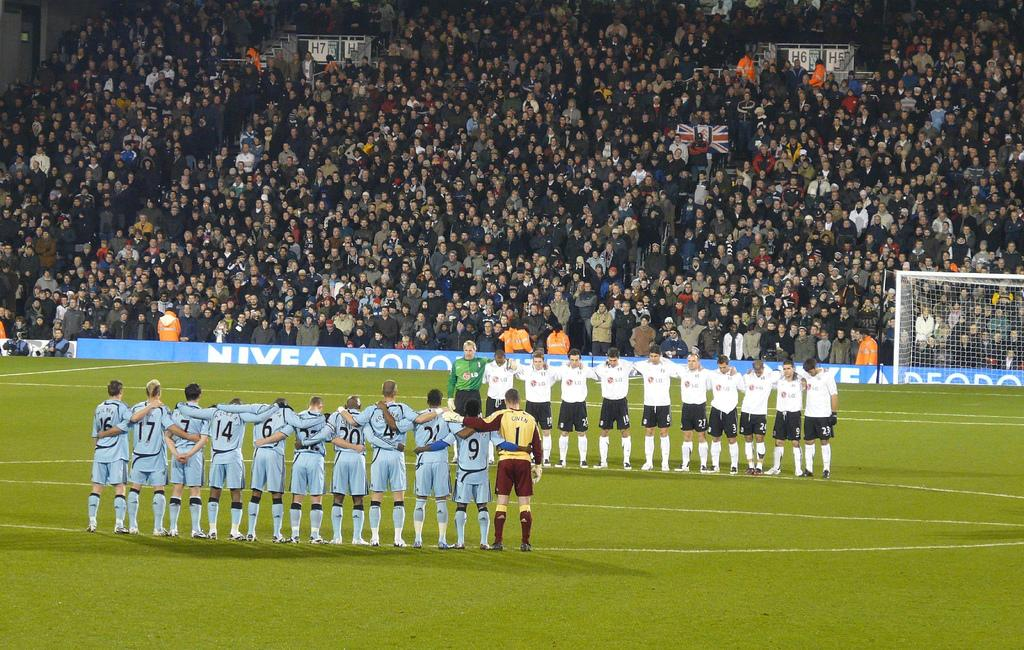
Jugadores de fútbol guardan un minuto de silencio antes de un partido.

Un minuto de silencio es una expresión de luto y condolencias realizada con un silencio, rezo, reflexión o meditación durante un tiempo determinado. Se considera que el minuto de silencio es un gesto de respeto en homenaje a una persona recientemente fallecida o como conmemoración de un acontecimiento trágico, del mismo modo que el izado de una bandera a media asta. 
Un minuto, o 60 segundos, es un período de tiempo común para la conmemoración, aunque los organizadores pueden elegir otros períodos de tiempo, normalmente relacionados de alguna manera con el evento que se conmemora (puede darse un minuto por cada muerte conmemorada, por ejemplo). Durante un momento de silencio, sus participantes normalmente pueden inclinar la cabeza, quitarse el sombrero y abstenerse de hablar o moverse mientras dure el mismo.

## Historia
El minuto de silencio es una práctica extendida a lo largo del siglo XX. La primera vez que quedó recogida por escrito fue el 13 de febrero de 1912, cuando el Senado de Portugal registró en acta oficial un homenaje de diez minutos de silencio a la memoria del Barón de Río Branco. También hubo notas sobre minutos de silencio espontáneos en Estados Unidos, en memoria de las víctimas del hundimiento del USS Maine y del RMS Titanic. La práctica actual se atribuye al australiano Edward George Honey, exsoldado del ejército británico en la Primera Guerra Mundial, quien propuso que los británicos guardaran cinco minutos de silencio el 11 de noviembre de 1919, fecha del primer aniversario del tratado de armisticio, para rendir tributo a las víctimas del conflicto. Desde entonces, es habitual que en el Día del Recuerdo se guarden dos minutos de silencio cada 11 de noviembre a las 11:00 horas. Con el paso del tiempo, la práctica se ha extendido a otros ámbitos.